# Вулиця Ісайї Кам'янчанина
Ву́лиця Іса́йї Кам'янча́нина — вулиця в місті Кам'янець-Подільський.

## Розташування
Вулиця розташувалася на Польських фільварках (точніше, у буфері, що зістиковує Польські фільварки з Новим планом). З'єднує вулиці Північну та Тімірязєва. Протяжність — один квартал.

## Історія назв
Спочатку це був Штабний провулок. Таку назву йому надала міська дума 15 лютого (27 лютого за новим стилем) 1900 року, а 1902 року затвердило Міністерство внутрішніх справ Росії.
У радянський час Штабний провулок перейменували на вулицю Ульянової (без уточнення, хто саме із родичів Володимира Ілліча Леніна мався на увазі: мати Марія Олександрівна Ульянова чи сестра Марія Іллінічна Ульянова).
16 вересня 1993 року Кам'янець-Подільський міськвиконком перейменував вулиця Ульянової на вулицю Ісайї Кам'янчанина — українського просвітителя 16 століття, письменника, перекладача, який народився в Кам'янці-Подільському .

## Окремі будинки

### Ісайї Кам'янчанина, 1
На вулиці Ісайї Кам'янчанина є тільки один багатоповерховий будинок — № 1. Це 140-квартирний 9-поверховий житловий будинок, зведений для працівників Кам'янець-Подільського кабельного заводу .

### Ісайї Кам'янчанина, 4
У приватному будинку № 4 жив Герой Радянського Союзу (1945), кавалер двох орденів Слави Михайло Іванович Юрченко (1922–2008) .
7 лютого 2008 року міська топонімічна комісія розглянула клопотання міської ветеранської організації про перейменування вулиці Ісайї Кам'янчанина на вулицю Юрченка та про встановлення на будинку № 4 цієї вулиці меморіальної дошки. Топонімічна комісія погодилася з тим, що має бути встановлена меморіальна дошка Михайлові Юрченку (далі це питання розглянула сесія міської ради). Щодо перейменування вулиці, то комісія одноголосно віхилила цю пропозицію, оскільки, по-перше, Ісайя Кам'янчанин — видатний український культурно-освітній діяч, письменник і перекладач, уродженець Кам'янця-Подільського, по-друге, вулицю не так давно перейменовано, тому доцільно іменем Юрченка назвати одну з інших вулиць міста .
7 травня 2008 року на будинку встановлено меморіальну дошку з написом «В цьому будинку жив Герой Радянського Союзу Юрченко Михайло Іванович» .